# Terrie E. Moffitt
Terrie E. Moffitt (* 1955 in Nürnberg) ist eine US-amerikanische klinische Psychologin und Kriminologin. Sie lehrt als Professorin an der Duke University (USA) und am King’s College London (University of London). Moffitt hat bedeutende Beiträge zur Entwicklungskriminologie geleistet.

## Wissenschaftliche Leistung
Moffitt untersuchte zusammen mit ihrem Partner Avshalom Caspi die Entwicklung antisozialen Verhaltens. Dafür analysierte sie unter anderem die bereits vorliegenden Ergebnisse einer noch laufenden Langzeitstudie aus Neuseeland, der Dunedin Multidisciplinary Health and Development Study. In dieser Studie werden 1037 Kinder aus dem neuseeländischen Bezirk Dunedin, die vom 1. April 1972 bis zum 31. März 1973 geboren wurden, durch alle Lebensalter hindurch wiederholt erfasst und untersucht.
Kriminologisches Hauptergebnis dieser Studie war: Der Anteil der chronischen Straftäter ist zahlenmäßig eher gering. Bei dieser Gruppe beginnen Straftaten schon ab dem siebenten Lebensjahr und nehmen bis in das Erwachsenenalter kontinuierlich zu. Life-course persisters weisen laut Moffitt erhebliche Defizite im Bereich der sozialen, moralischen, emotionalen und kognitiven Kompetenz auf. Das führt im Laufe des Lebens zu anwachsenden Problemen (Schulabbruch, Arbeitslosigkeit, frühe Vaterschaft, Scheidung, Inhaftierung), die die Neigung zu Straftaten noch verstärken. Moffitt führt solche Verläufe auf neuropsychologische Dysfunktionen aus der frühen Kindheit zurück (wie sprachliche Defizite, Unaufmerksamkeit, Hyperaktivität, Aggressivität, Impulsivität), bestreitet aber eine biologische Veranlagung zur Kriminalität. Erst in Wechselwirkung mit einer ungünstigen sozialen Umwelt könnten sich die Dysfunktionalitäten zu einem Antisozialen Syndrom ausbilden.
Weitaus häufiger sind episodenhafte Jugendstraftäter. Deren kriminogene Auffälligkeiten beginnen erst mit dem Reifungsalter und enden überwiegend auch mit ihm. Außerdem betreffen die Auffälligkeiten nicht den gesamten Sozialbereich, sondern nur Ausschnitte, insbesondere den Freizeitbereich.
Moffitt ist auch bekannt für ihre Arbeiten im Bereich Zusammenwirken von Gen- und Umwelteinflüssen (Gene-Environment Interaction, GxE). Sie war beteiligt an zwei vielbeachteten Arbeiten, die 2002 und 2003 in Science erschienen. Hier wurde jeweils der Einfluss einer bestimmten Gen-Variante, im Falle von zusätzlichem ungewöhnlichem sozialem Stress, auf die Wahrscheinlichkeit von späterem antisozialem Verhalten, bzw. depressiven Störungen beschrieben.

## Auszeichnungen und Ehrungen
Seit 2004 ist sie Fellow der British Academy, seit 2005 ordentliches Mitglied der Academia Europaea, seit 2018 der National Academy of Medicine und seit 2022 der American Academy of Arts and Sciences.
2007 erhielt sie mit dem Stockholm Prize in Criminology.
Im Jahr 2003 wurde Moffitt mit dem Eleanor Maccoby Book Award in Developmental Psychology ausgezeichnet.
2022 erhielt sie in Psychologie den Grawemeyer Award.